# Mega Shark vs. Mecha Shark
Mega Shark vs. Mecha Shark è un film del 2014 diretto da Emile Edwin Smith.
B-movie, prodotto dalla The Asylum, con Christopher Judge ed Elisabeth Röhm come protagonisti. È il terzo capitolo della serie di Mega Shark.

## Distribuzione
Il film è stato distribuito il 28 gennaio 2014 negli Stati Uniti d'America.

## Accoglienza
Il film è stato accolto in modo negativo sia dal pubblico che dalla critica: esso ha ricevuto, infatti, un punteggio di 2,6 su IMDb e 14% da parte de pubblico su Rotten Tomatoes.